# Paris-Roubaix 2008
Paris-Roubaix 2008 var den 106. udgave af det cykelløbsklassikeren Paris-Roubaix. Løbet fandt sted 13. april 2008 i fint vejr, og distancen var på 259,5 km. 
Løbet blev afgjort i en spurtduel mellem tre af forhåndsfavoritterne, Tom Boonen (Quick Step), Fabian Cancellara (Team CSC) og Alessandro Ballan (Lampre), og rytterne kom ind i den rækkefølge, så Boonen dermed vandt løbet for anden gang – første gang var i 2005. For det danske hold Team CSC blev løbet en udmærket oplevelse, selv om Cancellara måtte nøjes med andenpladsen, da holdets vinder fra sidste år, Stuart O'Grady, kom ind på femtepladsen, mens også Marcus Ljungqvist og Matti Breschel samt Allan Johansen, der hermed kørte sit sidste løb for CSC, var godt med i lange perioder af løbet.
Førertrioen rev sig løs fra en gruppe på i alt otte ryttere, da der var cirka 35 km tilbage. Denne gruppe havde taget føringen efter et solofremstød fra Ljungqvist, der havde formået at splitte en noget større gruppe, hvori andre forhåndsfavoritter som Juan Antonio Flecha og Servais Knaven ikke kom med. Løbets overraskelse var den ukendte hollænder, Martijn Maaskant, der rev sig løs fra forfølgergruppen og blev nummer fire.

## Resultat
|    | Rytter             | Team                | Tid     |
| -- | ------------------ | ------------------- | ------- |
| 1  | Tom Boonen         | Quick Step          | 5.58,42 |
| 2  | Fabian Cancellara  | Team CSC            | s.t.    |
| 3  | Alessandro Ballan  | Lampre              | s.t.    |
| 4  | Martijn Maaskant   | Slipstream-Chipotle | + 3,39  |
| 5  | Stuart O'Grady     | Team CSC            | + 3,57  |
| 6  | Leif Hoste         | Silence-Lotto       | s.t.    |
| 7  | Stijn Devolder     | Quick Step          | + 3,59  |
| 8  | Johan van Summeren | Silence-Lotto       | + 4,35  |
| 9  | George Hincapie    | Team High Road      | + 5,12  |
| 10 | Fabio Baldato      | Lampre              | s.t.    |